# Mechanika soustavy hmotných bodů
Mechanika soustavy hmotných bodů je část mechaniky, která studuje vlastnosti a příčiny pohybu soustavy hmotných bodů.
Skutečná tělesa, která se vyskytují v přírodě (a to v známých skupenstvích hmoty), se skládají z atomů a molekul, jakožto základních stavebních částic. Tyto částice jsou vzhledem ke sledovaným tělesům dostečně malé, abychom je mohli považovat za hmotné body. To znamená, že výsledky mechaniky hmotného bodu lze aplikovat i na soustavu hmotných bodů. Těleso tak nahrazujeme soustavou hmotných bodů, tzn. množinou hmotných bodů, které vyplňují objem tělesa.
V některých případech lze těleso nahradit jedním hmotným bodem, podobně jako v mechanice hmotného bodu. Za soustavu hmotných bodů lze pak považovat také soustavu takovýchto těles.
Z biomechanického/mechanického hlediska může být lidské/zvířecí tělo definováno jako soustava hmotných bodů, neboli systém tvořený hmotnými tělesy – segmenty (části lidského/zvířecího těla). Segmenty těla spojené vazbami (biokinematické dvojice), tvoří synergetický celek a vytvářejí širokospektrální pohyb.

## Rozdělení
Mechaniku soustavy hmotných bodů lze rozdělit na
- Kinematika – Kinematika pohybu soustavy hmotných bodů se zabývá popisem tohoto pohybu, přičemž nestuduje příčiny pohybu.
- Dynamika – Dynamika se zabývá příčinami pohybu soustavy hmotných bodů.